# Madhouse
Madhouse a fost o formație rock înființată în 1978 în Germania de Vest (RFG) de trei muzicieni plecați din Phoenix în același an: Josef Kappl, Erlend Krauser și Ovidiu Lipan Țăndărică.

## Înființarea formației
Ruptura de formația inițială Phoenix s-a petrecut în urma unei dispute stilistice între liderul Nicolae Covaci și ceilalți membri, care, dezamăgiți de insuccesul aparent al vechilor creații din România, doreau să adopte un sunet mai „vestic”, mai comercial, în noile lor piese.
„Unii dintre noi n-au avut răbdare să steie împreună mult timp și să lucre, voiau succesul repede-repede, și asta nu merge aicea, mai ales cu muzica ce încercam să facem pe-atuncea. N-o prea mers așa cum și-or închipuit unii și ne-am despărțit”—Moni Bordeianu, 1990
În 1979, cei trei muzicieni au reușit să scoată un album cu zece piese, intitulat From the East și produs de Antagon Musik GmbH.

## From the East
Discul conține înregistrări din perioada octombrie 1978 – aprilie 1979, având melodii compuse de Erlend Krauser și Josef Kappl, în timp ce versurile sunt scrise de Erlend Krauser, cu câteva excepții. Cele zece piese sunt:
1. I Go Crazy 3:51
2. Girl 3:57
3. Madhouse 4:58
4. Running Wild 3:50
5. ...to the West 4:03
6. Goin' Back to the Country 3:01
7. Mr. Pumble 3:15
8. Dwarfs Pillbox 3:50
9. King Lear 5:04
10. Leaving in the Morning 2:02

Melodiile sunt în altă ordine pe disc, față de cum sunt trecute pe copertă. Piesele „King Lear” și „Leaving in the Morning” sunt compuse de Josef Kappl și reprezintă mai vechile piese Phoenix „Dansul codrilor” și „Cocoșii negri”, refăcute. „Cocoșii negri” este mult schimbată, având versuri compuse de B. Florinel, nimeni altul decât Florin (Moni) Bordeianu, impresarul formației. De asemenea, versurile piesei „Goin' Back to the Country” reprezintă creația lui Hans Bonneval. Compozițiile de pe disc mai conțin teme din „Uciderea balaurului”, „Cânticlu a cucuveauăliei” și „Vasiliscul și Aspida” de pe albumul Phoenix Cantofabule (1975), precum și din „Brontozaur dat cu aur”, creația lui Krauser din 1978, neapărută pe nici un album.
Interesant este și supranumele pe care și l-au luat fiecare dintre membri: Ovidiu Lipan (percuție, baterie), aflat în poză cu o perie între dinți, și-a spus „von Barbier”, Josef Kappl (aici „Kappel”, la chitară bas, voce) este „Yussuv”, iar Erlend Krauser (chitare, vioară, voce) – „Goldstein”.
„Sub numele de «Phoenix», cei trei muzicieni, Erlend Krauser, Josef Kappel și Ovidiu Lipan, erau cel mai iubit grup de folk-rock în țara lor natală România, ceea ce nu a trecut neobservat nici pe la noi. O dată cu apariția lor în (Germania) Federală, în vara lui 1977, a fost pornit și un nou drum muzical, frumos sugerat de către numele de «MadHouse». Aceasta a dat o dimensiune și mai mare melodiilor lor balcanice, armoniile fiind lucrate după rețete occidentale. Din această sinteză rezultă sunetul «MadHouse»: deopotrivă melodic și dinamic, rock cu tentă fantastică, dar cu versuri mai apropiate de lumea reală.”—LP From the East - text de prezentare
Mulțumirile sunt adresate următoarelor persoane: Han Zwers, Rolf Möntmann, Nicolae Covaci, Alex Polgar, Mony Bordeianu (impresarul formației), Frau Schröder, Anca Viga de Graterol (Anca Vijan Graterol din formația Catena), Ingrid Königsmann, Jutta Schulz, Friedhelm Muckel, Karin Witte, Tony Kress.

## Sfârșitul formației
Ar fi urmat un al doilea material al formației, Giacca de Blue, care a fost înregistrat, însă nu a mai fost editat pe disc. Deși prestigioasa revistă britanică New Musical Express a publicat în 1980 un articol, cu fotografie, despre Madhouse, succesul mult așteptat nu a venit. Astfel, în 1980, trupa Madhouse s-a despărțit, Ioji Kappl și Erlend Krauser trecând la formația Lake, iar Ovidiu Lipan reîntorcându-se la Phoenix.
„Cu Erlend am cântat după ce s-a despărțit Phoenix, în '78, cu o trupă, «Madhouse». Am format, cu Ovidiu Lipan, Erlend Krauser, trupa «Madhouse», care a durat vreun an, după care, neavând mare succes comercial, cum toată lumea aștepta – în Vest trebuie să ai succes comercial că altfel nu poți să supraviețuiești – mi s-a făcut mie și lui Erlend Krauser oferta de a trece la trupa Lake.”—Josef Kappl, 2002

## Giacca de Blue
În anul 2008, Krauser și Kappl remasterizează materialul înregistrat în 1979 pentru albumul Giacca de Blue, la Hahn Nitzsche Studios în Hamburg. Cele opt piese nelansate în 1979 sunt editate, prin intermediul casei de discuri Prier Music Production, pe un compact disc, apărut în 2008. Lista pieselor conținute de acest CD este următoarea:
1. Nightmare 4:54
2. I Go Crazy 5:24
3. One Week in Paradise 3:34
4. Giacca de Blue 3:49
5. Hey Mr. Taxman 3:55
6. Grizzlyland 4:14
7. Mind Games 6:10
8. Do You Like It? 5:02

Muzicienii creditați pe copertă sunt: Erlend Krauser – chitare, vioară, solist vocal, Josef Kappl – chitară bas, voce, Ovidiu Lipan – baterie, percuție. Krauser este autorul muzicii și a versurilor pentru piesele 1, 2, 3, 7, 8, în timp ce piesele 5, 6 sunt compuse de Kappl, pe versurile aceluiași Krauser. Piesa care dă numele albumului este o creație colectivă a celor trei muzicieni. Fotografiile folosite pentru grafica materialului aparțin lui Ingrid Königsmann.

## Vezi și
- Phoenix (formație)